# مايكل مارون (لاعب كرة قدم)
مايكل مارون (بالإنجليزية: Michael Marrone) مواليد 27 يناير 1987 في أديليد، هو لاعب كرة قدم أسترالي. يلعب كمدافع.

## مرحلة الشباب

### أندية لعب لها
- بارا هيلز نايتس

## المسيرة الاحترافية

### أندية لعب لها
- بارا هيلز نايتس

## روابط خارجية
- مايكل مارون على موقع الاتحاد الدولي (مؤرشف)  (الإنجليزية)
- مايكل مارون على موقع قاعدة بيانات كرة القدم.إي يو (الإنجليزية)
- مايكل مارون على موقع ناشيونال فوتبول تيمز (الإنجليزية)
- مايكل مارون على موقع Soccerway.com (الإنجليزية)
- مايكل مارون على موقع عالم كرة القدم.نت (الإنجليزية)